# Ugo Maccabruni
Ugo Maccabruni (Mantova, 12 dicembre 1923 – Virgilio, 28 aprile 1998) è stato un pittore italiano.

## Biografia
Fu avviato agli studi ginnasiali dal padre chirurgo, appassionato d'arte. Si diede poi agli studi tecnici, diplomandosi geometra. Appassionatosi alla pittura, allestì la sua prima mostra personale a Mantova nel 1947. Divenne amico di pittori mantovani, tra i quali Gino Donati, Giuseppe Facciotto, Carlo Zanfrognini e Vindizio Nodari Pesenti. Dopo la seconda guerra mondiale avviò diverse attività imprenditoriali, tra queste un negozio di antichità a Roma e un ristorante a Peschiera del Garda. Girò un cortometraggio sul battistero di Parma. Dopo aver partecipato a numerose mostre nella sua città natale, negli anni Sessanta decise di girare il mondo per dipingere. Fu in India, Israele, Giordania, Kenya, Grecia, Inghilterra e Francia. Rientrò a Mantova negli anni Settanta.

## Mostre
- Mostra d'arte a Casteldario, 1948
- Mostra Provinciale d'Arte Artisti Indipendenti a Mantova, 1948
- Mostra Collettiva Artisti Mantovani a Mantova, 1950
- XXV Biennale d'Arte di Venezia, 1950
- Mostra Artisti Mantovani a Mantova, 1951
- Galleria Fontanella a Roma, 1954
- Natura Fluens a Mantova, 1988
- Paesaggio come stato d'animo a Virgilio, 1991
- Mostra Paesaggi a Volta Mantovana, 1995
- Arte a Mantova 1950-1999 a Mantova, 2000